# Вилхелм Густав фон Анхалт-Десау
Вилхелм Густав фон Анхалт-Десау (на немски: Wilhelm Gustav Erbprinz von Anhalt-Dessau;* 20 юни 1699, Десау; † 16 декември 1737, Десау) от род Аскани, е наследствен принц на Анхалт-Десау и пруски генерал-лейтенант, родоначалник на „графовете на Анхалт“.

## Биография
Той е най-големият син (от десетте деца) на пруския генерал-фелдмаршал княз Леополд I фон Анхалт-Десау (1676 – 1747) и съпругата му Анна Луиза Фьозе (1677 – 1754), имперска княгиня от 1701 г., дъщеря на дворцовия аптекар в Десау Рудолф Фьозе (1646 – 1693) и съпругата му Агнес Оме († 1707).
През 1706 г. Вилхелм Густав е ритмайстер и придружава баща си през 1712 г. в поход срещу Франция. През 1713 г. той получава компания в пруската войска. През 1719 г. участва в Турската война в Унгария. Същата година получава ордена Черен орел. През 1734 и 1735 г. той е волонтер при принц Евгений Савойски във войната срещу Франция.
Вилхелм Густав умира през 1737 г. от едра шарка.

## Фамилия

### Брак
Вилхелм Густав фон Анхалт-Десау се жени в Десау на 14 март 1726 г. тайно през нощта за графиня Йохана София Хере (* 8 юли 1706, Десау; † 5 юни 1795, Десау) от богата търговска и аптекарска фамилия. Те са женени морганатически.
Принц Вилхелм Густав фон Анхалт-Десау умира десет години преди баща му, и понеже не е женен за благородничка децата му нямат право на наследство. Едва след неговата смърт през 1737 г. децата му са признати с името „фон Анхалт“. Съпругата му и нейните деца са издигнати от император Франц I на 19 септември 1749 г. на „имперски графове фон Анхалт“. Другите му две извънбрачни деца получават титлата фон Анхалт от пруския крал Фридрих II. Дъщерите му се омъжват в пруски благороднически фамилии, синовете започват пруска военна служба.

### Деца
Вилхелм Густав и Йохана София Хере имат децата, с титлата граф/графиня фон Анхалт:
- Вилхелм (* 15 март 1727; † 3 ноември 1760), убит в битката при Торгау като пруски полковник-лейтенант
- Леополд Лудвиг (* 28 февруари 1729; † 28 април 1795), пруски генерал, женен на 1 ноември 1763 г. за Каролина Елизабет Антоанета фон Принтцен (1734 – 1799)
- Густав (* 26 май 1730; † 22 ноемвреи 1757, убит в битката при Бреслау), капитан на инфантери-регимент „фон Дершау“
- Йохана София (* 9 юли 1731; † 15 юли 1786), абатиса на Мозигкау
- Фридрих (* 21 май 1732; † 2 юни 1794, Санкт Петербург, Русия), генерал-адютант на руската императрица Екатерина II
- Вилхелмина (* 12 февруари 1734; † 4 юни 1781), омъжена на 8 април 1772 г. за Август Волфрат фон Кампен (извънбрачен син на граф Албрехт Волфганг фон Шаумбург-Липе-Бюкебург)
- Албрехт фон Анхалт (* 24 юни 1735, рицарския чифлик Клекевиц; † 26 август 1802, Десау), граф на Анхалт и пруски генерал-майор, женен на 24 юни 1764 г. за София Луиза Хенриета фон Ведел (1750 – 1773)
- Хайнрих (* 4 септември 1736; † 14 септември 1758), пруски капитан
- Леополдина Анна (* 26 януари 1738; † 26 септември 1808), омъжена на 10 ноември 1773 г. за Георг Дитрих фон Пфул (1723 – 1782).

Вилхелм Густав фон Анхалт-Десау има с Хенриета Мариана Шарди два незаконни сина:
- Карл Филип фон Анхалт (* 1732; † 9 май 1806), пруски генерал-майор, женен за Фридерика Албертина фон Ведел (1751 – 1825), дъщеря на Карл Хайнрих фон Ведел (1712 – 1782), пруски генерал-лейтенант и военен министър, и Фридерика Августа фон Броекер (1731 – 1785)
- Хайнрих Вилхелм фон Анхалт (* 4 ноември 1735; † 12 февруари 1801), женен на 10. декември 1768 г. за Каролина Фридерика фон Ведел (1748 – 1780), дъщеря на Карл Хайнрих фон Ведел и Фридерика Августа фон Броекер